# Antoniuseld

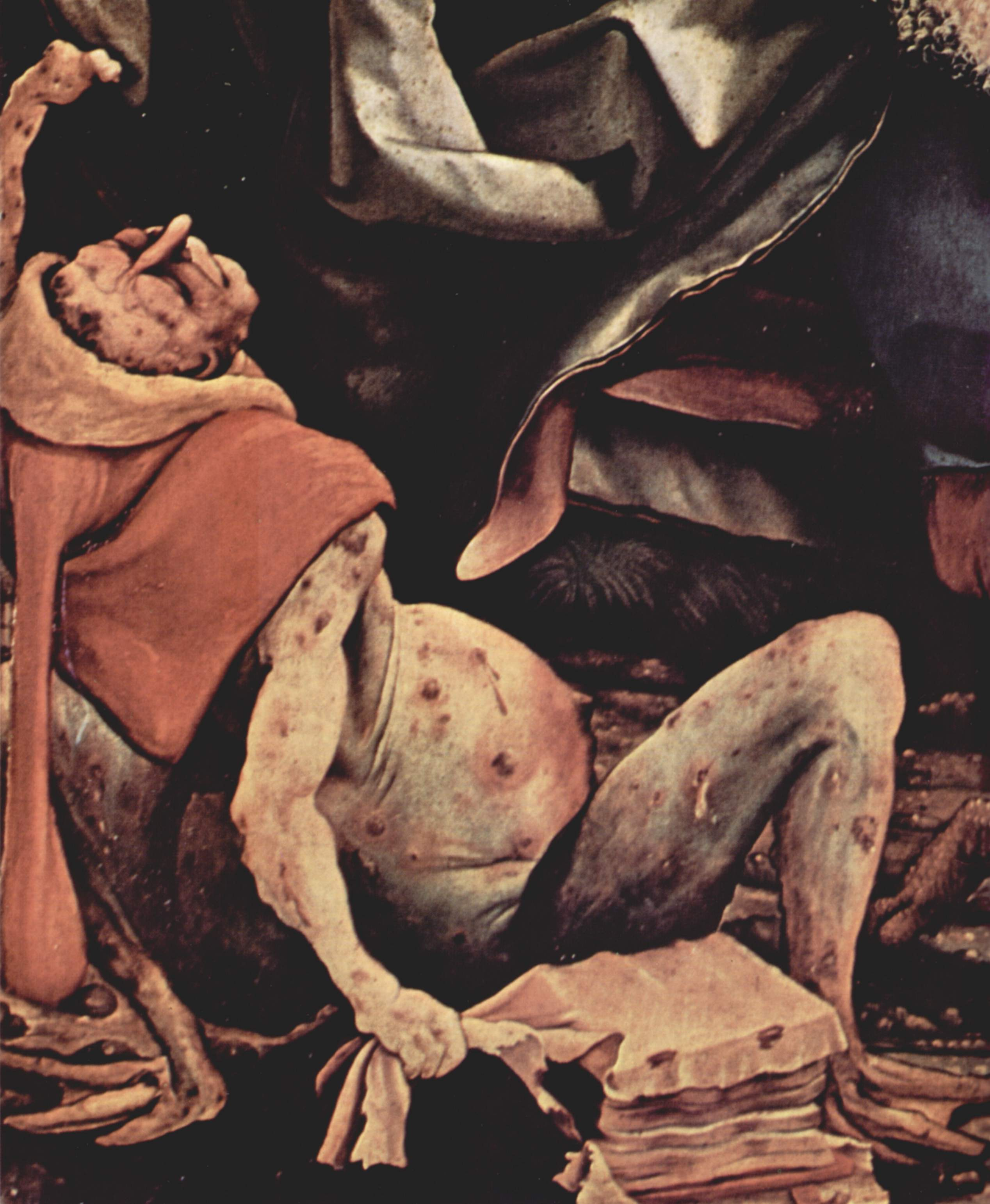
Person som lider av antoniuseld. Detalj från Isenheimaltaret, utfört av Matthias Grünewald.

Antoniuseld, Ignis Sancti Antonii, var en under medeltiden använd benämning på olika sjukdomar, vilka uppfattades som en och samma. Symptomen, stark hudrodnad, smärtor och kallbrand, var likartade.
Främst torde det dock i de flesta fall ha rört sig om epidemier med dessa symptom som under medeltiden, och även senare, härjat i Europa, och som orsakats av förgiftning genom mjöldryga, men även smittsamma sjukdomar som till exempel rosfeber kallades antoniuseld.
Den spridda och fruktade farsoten har i litteraturen betecknats med minst ett 50-tal olika namn.
Namnet antoniuseld kommer från en berättelse om en fransk adelsman, som blev botad från sjukdomen vid Antonius den heliges relikskrin.